# Samy Molcho
Samy Molcho (Tel Aviv, 24 maggio 1936) è un mimo, attore, ballerino, psicologo ed esperto in comunicazione tramite il linguaggio del corpo, israeliano con cittadinanza austriaca.
È stato professore all'Università per la musica e le arti interpretative di Vienna e al Max Reinhardt Seminar fino al 2004. Ha studiato danza e mimo in Israele. Dal 1952 è stato ballerino presso il teatro cittadino di Gerusalemme. Nel 1956 diventa ballerino solista (danza moderna) a Tel Aviv. Nel 1960 ebbe luogo la sua prima esibizione come mimo. Si è esibito in più di 50 paesi in quattro continenti. Nel 1987 ha fatto la sua ultima tournée come mimo. Da allora si è concentrato sulla comunicazione del linguaggio del corpo. Ha pubblicato diversi libri e ha tenuto numerosi seminari. È un praticante ed esponente dello stile classico del mimo Barrault-Marceau. Ora è cittadino austriaco. È sposato dal 1978 ed ha quattro figli.

## Biografia
Samy Molcho, nato nel 1936 a Tel Aviv, ha aggiunto all'arte del mimo elementi puramente psicologici e drammatici. In qualità di delegato nell'ambito dello scambio culturale, ha rappresentato con successo l'Austria in molti paesi. Dal 1978 è sposato con Haya Heinrich, nata in Germania. Ha quattro figli, Nuriel, Elior, Ilan e Nadiv. Dal 1980 Samy Molcho insegna alla International Summer Academy for Mime ed anche tecniche del mimo in Israele. Si è diplomato in una scuola per attori e in un seminario per registi e teatro ed è stato, dal 1952, ballerino al Jerusalem Dance Theatre di Rina Nikowa. Dal 1956 è stato ballerino solista di danza moderna a Tel Aviv.

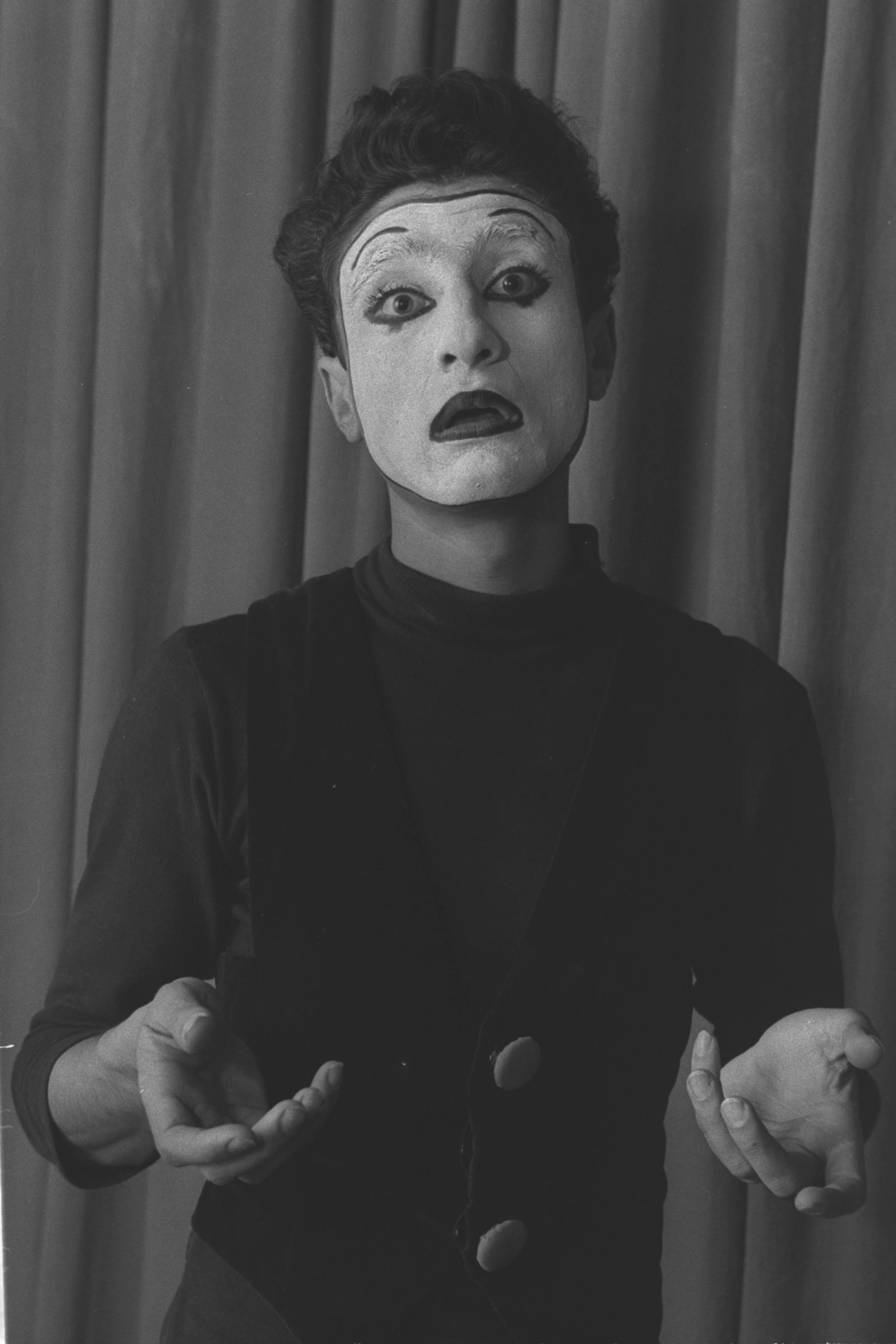
Samy Molcho quando era un giovane mimo israeliano, 1960

Ha lavorato come attore al Teatro Cameri e al Teatro Nazionale Israeliano Habimah. Nel 1960 ha tenuto la sua prima esibizione personale di mimo a Tel Aviv. Samy Molcho si è esibito nei teatri di tutto il mondo, tra cui il Piccolo Teatro di Milano, l'Akademietheater di Vienna, l'Opera reale svedese, lo Schiller Theatre di Berlino, il Royal Court di Londra, il Koninklijke Schouwburg di Amsterdam, il Joburg Theatre di Johannesburg, il Palacio de Bellas Artes in Messico, il Queen Elizabeth Theatre a Vancouver e lo Schauspielhaus di Zurigo.
Da allora si è esibito in oltre 50 paesi diversi in quattro continenti. È stato invitato ad esibirsi in festival come Holland-Festival, il Viennese Festival, Spoleto, le settimane dei festival di Zurigo, l'Israel Festival for Music and Drama ed altri. Molcho ha creato la prima Mimo-visione per la TV austriaca, che ha ottenuto il primo premio al Festival Internazionale della TV di Praga (1964).

## Cronologia
1963
- Coreografia per il balletto "Berschit" (At the Beginning) per il German Ballet-Ensemble, registrato dalla TV tedesca dopo un enorme successo in Germania e in una tournée internazionale.

1964
- Regista della prima mondiale tedesca di "The Negroes" di Jean Genet.
- Coprotagonista nei panni del Giapponese in "Kataki" di S. Wincelberg in un tour attraverso l'Europa, con Hans Lothar.
- Coreografia e regia per il "World Theatre" di H. Zusaneck, presentato a Vienna in occasione del 75º anniversario del Burgtheater.

1965
- Secondo alla Versione Mimo come contributo austriaco per la Rosa d'oro di Montreux, in cui Samy Molcho ha interpretato 37 personaggi diversi, il "Fai-da-te-Show".

Con questo spettacolo l'Austria ha ottenuto il riconoscimento e l'onore della critica. L'UNESCO ha ordinato una tesi di Samy Molcho sulla sua Visione del Mimo (1965), che è stata il tema del Congresso internazionale di mimo e danza in TV a Salisburgo.
1966
- Dirige Les Chaises di E. Ionesco e I giocatori di N. Gogol

1967
- In connessione con le settimane dei festival viennesi dirige "Les Portraits" sulla musica del Professor Peer.
- Un'altra Mimo-Vision per la tv austriaca, "Sorry, don't have time", adattato dal Time Destruction Manifest di Leherb.

1968
- Dirige a Vienna "Wedding Certificate" di E. Kishon.
- Recitazione e direzione di "Kataki" di Wincelberg in Sudafrica. Questa produzione è stata premiata con il Critic's Price per la migliore produzione del 1968.

1969
- Interpretazione mimica per ARD-TV di "I quattro personaggi" di Hindemith.

1970
- Sotto la direzione del Maestro Zubin Mehta con l'Orchestra filarmonica d'Israele, Samy Molcho ha introdotto il pubblico alle opere "Autunno" da Le quattro stagioni di Vivaldi e Hiroshima di Penderecki. Questo concerto audiovisivo è stato un enorme successo.

Nel 1973 lo stesso esperimento, questa volta con Quadri di un'esposizione e altri brani con la Baltimore Symphony Orchestra, fu condotto negli USA.
1971
- Produzione di una serata rinascimentale italiana in Israele.

1972
- Direttore del musical "Godspell" per le produzioni in Germania e Svizzera.

1973
- Direttore di Aspettando Godot a Brema e "The Ward Wants to be Guardian" di Handke.
- Insieme a Ronconi, coreografia e regia del film "Gli uccelli" al Wiener Burgtheater.
- Interpreta la parte dell'insegnante di ballo in "The commoner as noble man" di Molière al Wiener Burgtheater.

1974
- Direttore del musical "Who knows Jürgen Beck" a Münster.
- Direttore dello show "Kikerikiste" per la TV tedesca.
- Partecipazione alla regia di "Kataki" in Germania e Svizzera.

1975
- Direttore di "August, August" a Münster.

1976
- Direttore del musical "Showboat" con Mary Ross nella parte principale.
- Direttore di "Il servitore di due padroni" di Goldoni per il Festival di Friesach.
- Vincitore della medaglia d'oro al Concorso Internazionale Jugoslavo di Mimo e Monodrama

1977
- Direttore de "I due gemelli veneziani" di Goldoni all'Ensemble Theatre di Vienna.
- Vocazione per l'insegnamento presso l'Accademia di Musica e Recitazione al Max Reinhardt Seminar di Vienna.
- Direttore della sua scuola di mimi a Vienna.

1978
- Direttore del debutto mondiale del musical "Seven at one blow" di Arik Brauer in occasione delle Settimane dei Festival Viennesi.

1979
- Direttore della prima mondiale tedesca della commedia politica di Arrabal "Steal A Little Billion From Me" allo Städtischen Bühnen Münster.
- Direttore dell'opera "Giovanni Battista" di Alessandro Stradella allo Stadttheater St. Gallen.

1980
- Direttore dell'opera "Giovanni Battista" allo Stadttheater di Berna.
- Produttore del Festival Barocco alla corte di Max II Emanuel in occasione dell'800º anniversario del Teatro di Wittelsbach.
- In occasione del Festival dell'Opera di Monaco 1980 I Trionfi di Baviera all'Alte Residenztheater e al Cuvilliestheater di Monaco.
- Direttore di Servitore di due padroni di Goldoni allo Stadttheater di Aquisgrana.
- Dal 1980 tiene lezioni e seminari sul linguaggio del corpo in tutto il mondo, tra cui all'European Management Symposium di Davos, seminari per aziende multinazionali, come docente ospite presso l'Accademia diplomatica austriaca, presso l'Istituto di ricerca psicosomatica, di fronte a terapisti, medici, compagnie aeree, compagnie assicurative ecc.

1983
- Nuova pubblicazione del libro "Body Language" di Samy Molcho presso la casa editrice MOSAIK.
- Produzione dell'opera "Die Gärtnerin aus Liebe" (La finta giardiniera) di Wolfgang Amadeus Mozart allo Städtischen Bühne Hagen.

1984
- Direttore di mimo di A. Schnitzler "The Veil of Pirette" per la Biennale di Venezia.
- Ha interpretato la parte di Mimo nell'opera "Un Re in Ascolto" di Luciano Berio a Salisburgo e Vienna, diretta dal Prof. Götz Friedrich.

1985
- Direttore del "Caucasian Chalk Circle" presso il Landesbühne di Wilhelmshaven; è stato premiato con il primo premio per la regia.

1986
- Ha partecipato alla produzione televisiva "A long, silent way", una coproduzione ceco-tedesca sul mimo classico, con Marcel Marceau, Ladislav Fialka e Jean-Louis Barault.

1987
- Ha lavorato al suo libro "Magic of Silence"
- Mime-Farewell Tour attraverso Liechtenstein, Svizzera, Germania, Israele e Austria

1988
- I suoi libri "Body Language as Dialogue" e "Magic of Silence" sono stati pubblicati da MOSAIK.

1989
- Seminari sul linguaggio del corpo e conferenze in tutto il mondo.

1990
- Il suo libro "Partnership and Body Language" è stato pubblicato da MOSAIK.

1991
- Seminari sul linguaggio del corpo e conferenze in tutto il mondo.
- Ha lavorato al suo libro "Body Language of Children"

1992
- Seminari sul linguaggio del corpo e conferenze in tutto il mondo.
- In ottobre, il suo libro "Body Language of Children" è stato pubblicato da MOSAIK.

1993 + 1994
- Seminari sul linguaggio del corpo e conferenze in tutto il mondo.

1995
- A luglio, il suo video "Body Language" viene pubblicato dalla casa editrice MODERNE INDUSTRIE.
- Ha lavorato al suo libro "All about Body-Language", pubblicato nel settembre dello stesso anno da MOSAIK.

1996
- Ha lavorato al suo video "Body Language of Children"
- Direttore del tour di produzione "I'll Get Off And Produce My Own Show", con Anja Kruse.
- Ha ricevuto la croce onoraria austriaca per la scienza e l'arte, 1º grado.

1997
- A gennaio, il suo secondo video "Body Language of Children" è stato pubblicato dalla casa editrice MVG.
- I suoi libri sono stati tradotti in dodici lingue.
- Tenuti seminari sul linguaggio del corpo e conferenze in tutto il mondo.

1998
- Tenuti seminari sul linguaggio del corpo e conferenze in tutto il mondo.
- A novembre, il suo primo CD-Rom "A-Z sul linguaggio del corpo" è stato pubblicato da Navigo.

1999-2002
- Tenuti seminari sul linguaggio del corpo e conferenze in tutto il mondo

2003
- Lancio del suo nuovo libro "Body Language of Celebrities", pubblicato da Random House/Bertelsmann, Monaco.

2004
- Ha lavorato al suo libro "Body Language of Success"
- Ha ricevuto la Gran Medaglia d'Argento al Merito dalla Repubblica d'Austria

2005
- Lancio del suo nuovo libro "Body Language of Success", pubblicato da Ariston, Monaco.
- Lancio del suo nuovo libro "Body Language of Children", pubblicato da Ariston, Monaco.

2006
- Lancio del suo nuovo libro "ABC of the Body Language", pubblicato da Heinrich Hugendubel, Kreuzlingen/Monaco.
- Lancio del suo nuovo DVD "Samy Molcho Live", pubblicato da mvg, Monaco.
- Ingresso nella German Speakers Hall of Fame

2007
- Lancio del suo nuovo DVD ROM "Samy Molcho Body Language of Success 2.0", pubblicato da USM, Monaco.* Lancio della sua biografia "Samy Molcho... And A Drop of Eternity", pubblicata da Amalthea, Vienna.

2008
- Ha ricevuto l'IIR Excellence Award
- Ha ricevuto la Medaglia d'Oro al Merito della terra Vienna
- Lancio del suo nuovo libro "The 1 x1 of Body Language of Children", pubblicato da Heinrich Hugendubel, Kreuzlingen/Monaco.

2009
- Lancio del suo nuovo libro "Abbracciami, ma non toccarmi - Linguaggio del corpo dei rapporti di vicinanza e distanza", edito da Ariston, Monaco.
- Lancio del suo nuovo DVD ROM "Samy Molcho Body Language of Success 3.0", pubblicato da USM, Monaco.

2010
- Tenuti seminari sul linguaggio del corpo e conferenze in tutto il mondo

## Decorazioni e premi
- 1987: Medaglia d'argento per il servizio reso alla città di Vienna
- 1996: Medaglia austriaca per le scienze e per le arti, 1ª classe[4]
- 2004: Gran Decorazione d'Onore in Argento per Servizi alla Republica Austriaca[5]
- 2006: Ingresso nella Hall of Fame degli oratori tedeschi
- 2008: IIR Excellence Award
- 2008: Medaglia d'Oro d'Onore per i Servizi alla Città di Vienna